# Camaricoproctus gracilidens
Camaricoproctus gracilidens är en mångfotingart som beskrevs av Lawrence 1965. Camaricoproctus gracilidens ingår i släktet Camaricoproctus och familjen Spirostreptidae. Inga underarter finns listade i Catalogue of Life.